# Sicyodes simplicior
Sicyodes simplicior är en fjärilsart som beskrevs av Thierry-mieg 1910. Sicyodes simplicior ingår i släktet Sicyodes och familjen mätare. Inga underarter finns listade i Catalogue of Life.